# Pepita Serrador
Pepita Serrador (Josefina Serrador Marí) (Buenos Aires, 2 de març de 1913 - Madrid, 24 de maig de 1964), va ser una actriu argentina.

## Biografia
Filla de pare català, Esteban Serrador, i mare valenciana, Josefina Marí.
A Buenos Aires es va casar en 1934 amb l'actor espanyol Narciso Ibáñez Menta, amb el qual va tenir un únic fill, Narciso Ibáñez Serrador ("Chicho"), director de programes de televisió.
Quant a la seua vida personal i familiar, el 1940 es va separar i posteriorment es va unir a l'actor còmic argentí conegut com a Alí Salem de Baraja. Germana dels actors Esteban, Teresa i Juan Serrador, també va tenir una altra germana, Nora.
Primer va obtenir alguns èxits amb obres que després es convertirien en clàssiques, com ara Bodas de sangre, La salvaje o algun temps després Aprobado en inocencia, escrita pel seu fill "Chicho" amb el pseudònim Luis Peñafiel.
Va realitzar grans papers en pel·lícules com ara Mujeres que trabajan i Muchachas que estudian.
Va morir als 51 anys víctima d'un càncer.

## Filmografia
- Tu marido nos engaña (1960)
- Todo el año es Navidad (1960)
- La muralla (1958)
- Muchachas en vacaciones (1958)
- Cinco rostros de mujer (1947)
- Oro en la mano (1943)
- Punto negro (1943)
- La novia de los forasteros (1942)
- Los chicos crecen (1942)
- El camino de las llamas (1942)
- Embrujo (1941)
- Amor (1940)
- La luz de un fósforo (1940)
- Muchachas que estudian (1939)
- Una mujer de la calle (1939)
- Frente a la vida (1939)
- Mujeres que trabajan (1938)
- La trepadora (1928)